# Filtro polarizzatore (fotografia)

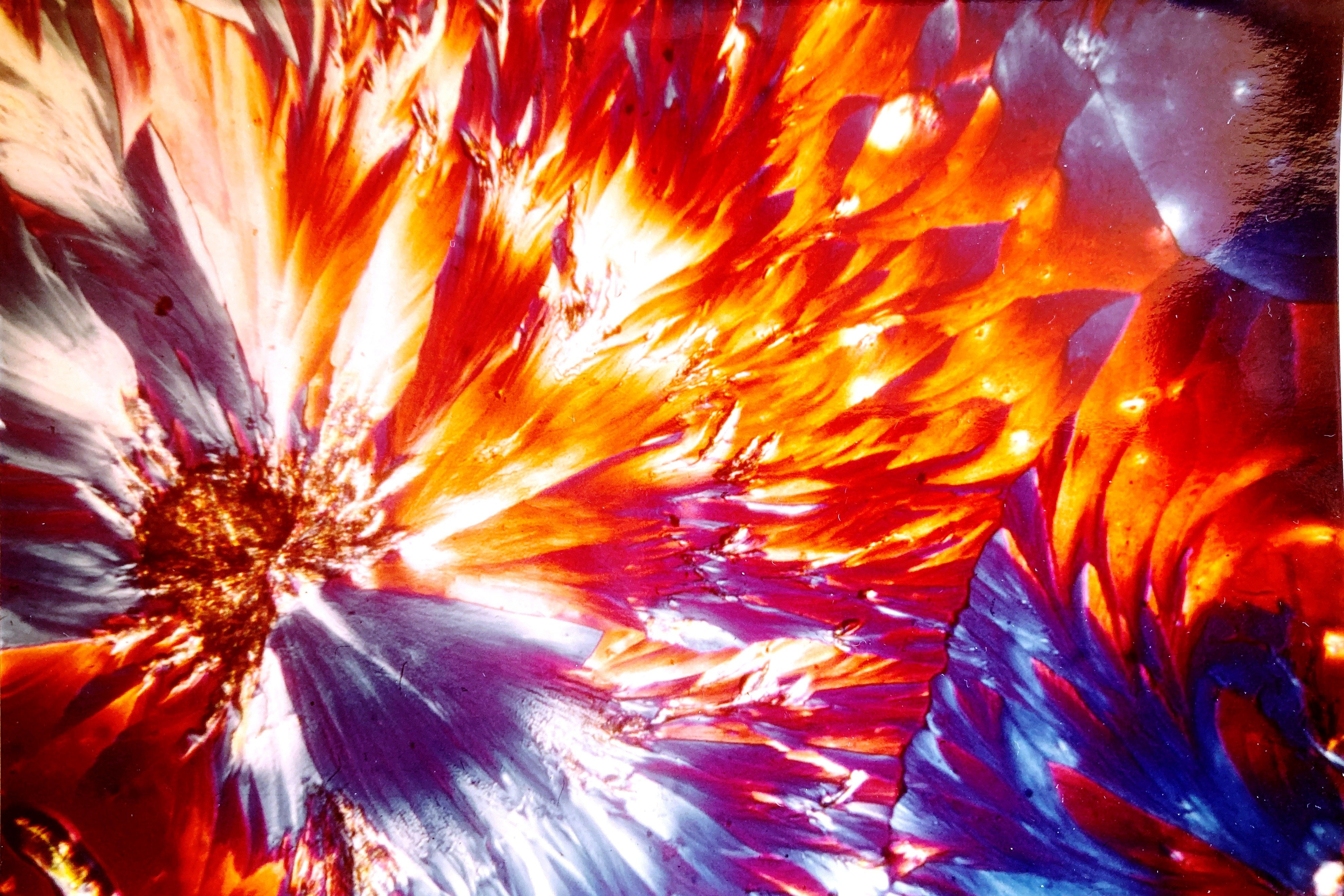
Microcristalli di acido acetilsalicilico al microscopio ottico a 60x tra filtri polarizzatori lineari

Un filtro polarizzatore è, in fotografia, un filtro che viene posto davanti ad una lente per gestire i riflessi e i bagliori.
Poiché la luce del sole tende ad essere almeno parzialmente polarizzata, un filtro può essere usato per ridurne la quantità.
Simili filtri possono essere usati, sempre con lo scopo di ridurre la quantità di luce, negli occhiali da sole: a differenza di quelli fotografici, che sono circolari e possono essere variati per ragioni ottiche o artistiche, essi sono fissi.